# فکتورینگ
فکتورینگ (به انگلیسی: Factoring) یک شیوه تأمین مالی مبتنی بر قرارداد است؛ که طی آن، بنگاه اقتصادی حساب های دریافتنی  خود را طی یک قرارداد به یک نهاد مالی واگذار می‌کند؛ و نهاد مالی نیز در مقابل یکی یا چند مورد از خدمات زیر را به بنگاه ارائه می‌دهد: پرداخت درصدی از مطالبات واگذار شد، مدیریت حساب های دریافتنی، وصول حساب های دریافتنی، پذیرش ریسک پرداخت حساب های دریافتنی توسط کارفرما.
طبق قوانینی که برای پیاده سازی فکتورینگ در کشورها وضع شده‌است؛ پیمانکار از لحظه انعقاد قرارداد با کارفرما حق دارد مطالبات قراردادی خود را (بدون نیاز به توافق با کارفرما) به نهادهای مالی واگذار نماید. لازم به ذکر است که طی قرارداد فکتورینگ، امکان واگذاری تمام یا بخشی از مطالبات قراردادی وجود دارد. همچنین بنگاه اقتصادی می‌تواند مطالبات قراردادی محقق شده یا محقق نشده  خود را به نهاد تامین مالی واگذار نماید و کارفرما را نسبت به واگذاری انجام‌شده متعهد کند.

## تاریخچه
فکتورینگ به صورت امروزی در ایالات متحد آمریکا شکل گرفته. نوع تاریخی آن در ایران باستان و بابل رایج بوده. سیستم‌های بانکی ساسانیان نه فقط چک بانکی را ابداع کردند بلکه مکانیزم‌های بسیار مدرن رتق و فتق بدهکاری / بستانکاری را نیز به جهانیان شناساندند (ر.ک. ویکی‌پدیای انگلیسی، مقالهCheque). اولین عملیات فکتورینگ اروپا را در قرن چهاردهم میلادی خاندان فوگر (ازجمله یاکوب فوگر) در جنوب آلمان رایج کرد.